# Daiya Maekawa
Daiya Maekawa (前川 黛也 Maekawa Daiya?), född 8 september 1994 i Hiroshima prefektur, är en japansk fotbollsspelare.
Maekawa började sin karriär 2017 i Vissel Kobe.